# هومبيرتو تان
هومبيرتو تان (بالهولندية: Humberto Tan)‏ هو كاتب ومقدم تلفزيوني ومذيع هولندي، ولد في 26 أكتوبر 1965 في باراماريبو في سورينام.

## وصلات خارجية
- هومبيرتو تان على موقع IMDb (الإنجليزية)
- هومبيرتو تان على موقع ميوزك برينز (الإنجليزية)
- هومبيرتو تان على موقع ديسكوغز (الإنجليزية)